# Médecine aéronautique
La médecine aéronautique est la branche de la médecine consacrée à l'étude des effets physiologiques et aux conséquences pathologiques d'un vol dans l'atmosphère terrestre, domaine de l'aéronautique, ainsi qu'aux facteurs qui influent sur la sécurité, l'efficacité du personnel de bord, et le confort des passagers.
Les spécialistes en médecine aéronautique étudient principalement les conséquences sur l'être humain :
- de l'altitude et des trois effets associés : diminution de la pression atmosphérique, maladie des caissons due à la variation rapide de pression, manque d'oxygène ;
- des forces mécaniques causées par les modifications rapides de la trajectoire, particulièrement en phase de combat aérien ou d'acrobatie et en cas d'utilisation d'un siège éjectable ;
- des changements de fuseaux horaires (syndrome du décalage horaire).

La médecine aéronautique définit les critères de sélection des candidats navigants et assure leur suivi médical, elle collabore avec les ingénieurs aéronautiques pour l'amélioration de la sécurité des appareils et dans un sens plus large elle se préoccupe des risques particuliers encourus par les femmes enceintes (passagères ou personnel de bord), les patients aérotransportés, mais aussi des conditions particulières de préparation des repas consommés en vol ou du risque de propagation d'épidémies.
Les effets de l'apesanteur ne concernent que très peu de vols et de façon transitoire. Ils sont le domaine de la médecine spatiale.

## Effets de l'altitude

### Sécheresse de l'air
L'air qui pressurise et ventile la cabine est prélevé au niveau des premiers étages du compresseur du réacteur. Les avions de ligne se déplacent pendant de longues heures à des altitudes où l'air est parfaitement sec, il faut s'hydrater plus que d'habitude. Des boissons sont proposées aux passagers et au personnel navigant. Il est conseillé aux porteurs de certaines lentilles oculaires de les retirer au début d'un long vol.

### Diminution de la pression atmosphérique
Il est dangereux de prendre l'avion dans les heures qui suivent une plongée sous-marine.
La pression de la cabine diminue avec l'altitude ; ceci entraîne une expansion du volume des gaz contenus dans le corps humain pendant la montée. Généralement ceci ne pose pas de problème. Lors de la descente la pression augmente : l'air peut avoir plus de mal à remplir certaines cavités.
Pendant la montée, l'air de l'oreille moyenne s'échappe par la trompe d'Eustache vers le rhinopharynx, et le nez. Le processus inverse se produit lors de la descente ; cependant, si les parois de la trompe d'Eustache sont fermées ou encombrées, il peut en résulter un blocage, accompagné d'une diminution de l'ouïe, voire de douleurs. Il faut dans ce cas favoriser l'ouverture de ces canaux : ouvrir grand la bouche, bailler, déglutir, boire, mastiquer, exécuter une des manœuvres d'équilibrage dont la manœuvre de Valsalva fait partie ; le mieux est d'anticiper le phénomène avant la mise en descente. Les personnes souffrant de sinusite peuvent ressentir de fortes douleurs, et subir ces désagréments jusqu'à plusieurs heures après le vol.
Les gaz du système digestif ne posent normalement pas de problèmes particuliers. La cabine est ventilée en permanence : l'air, prélevé depuis l'extérieur par le système de pressurisation est distribué en partie haute de la cabine ; il est évacué en fond de coque arrière à travers deux vannes de régulation (outflow valves en anglais). Les flatulences sont donc évacuées vers le bas dans l'indifférence générale.

### Décompression rapide
Le phénomène a été observé avant l'existence des vols à haute altitude par les travailleurs en caisson. Il est lié à la dissolution plus lente de l'azote dans le sang que celle des autres composants. La conséquence la plus courante est une douleur dans les articulations mais il peut aussi y avoir une paralysie du système nerveux allant jusqu'à la mort. Les pilotes militaires sont particulièrement touchés en fonction des missions assignées. Il est possible d'y remédier en respirant de l'air enrichi en oxygène.
En cas de dépressurisation d'un avion de ligne, la priorité est d'éviter l'hypoxie : 
- Passagers : des masques sont libérés en cabine par une commande au cockpit, ou automatiquement dès que l'altitude-cabine dépasse 14 000 ft (4 200 m). Tirer sur un masque ouvre son alimentation en oxygène.

- Équipage de conduite : les pilotes mettent leur masques à oxygène et entament une procédure de descente d'urgence. Saisir d'une seule main les oreillettes rouges et extraire le masque : la pression du gaz gonfle les sangles élastiques de maintien, facilitant la mise en place. Positionner le masque sur le visage, les sangles entourant la tête, et relâcher : les sangles élastiques, libérées de la pression, se resserrent.

### Manque d'oxygène
La proportion d'oxygène dans l'air est d'environ 20 % mais à l'intérieur des poumons elle diminue en raison de la saturation en vapeur d'eau et de la dilution du gaz carbonique. La pression de ces deux composants ne dépendant pratiquement pas de l'altitude il en résulte que celle de l'oxygène décroît plus rapidement que la pression atmosphérique. On estime qu'à partir d'environ 3000 m la pression de l'oxygène est pratiquement nulle. Les effets ressentis varient grandement d'une personne à l'autre, le tableau ci-dessous en donne une indication :
| Altitude (en mètres) | Pression relative (en %) | Effets physiques                                                       | Palliatif               |
| -------------------- | ------------------------ | ---------------------------------------------------------------------- | ----------------------- |
| 0                    | 100                      | Conditions normales au niveau de la mer                                | air                     |
| 1 250                | 85                       | Vision nocturne affectée                                               |                         |
| 2 500                | 72                       | Altitude maximum de sécurité pour une cabine passagers non-pressurisée |                         |
| 3 000                | 69                       | Altitude maximum de sécurité pour l'équipage                           |                         |
| 5 500                | 50                       | 1⁄2 pression normale                                                   | complément en oxygène   |
| 7 300                | 39                       | Début des risques de décompression                                     |                         |
| 10 000               | 26                       | 100 % d'oxygène pour être en conditions normales                       |                         |
| 12 000               | 19                       | 100 % d'oxygène pour être en conditions de sécurité                    | combinaison pressurisée |
| 19 000               | 6                        | ébullition de l'eau à la température du corps humain                   |                         |
| 20 000               | 5                        | altitude de croisière d'un avion supersonique                          |                         |

Les limites ci-dessus représentent les risques catastrophiques. En réalité, et en fonction des individus, les risques liés à l'hypoxie (manque d'oxygène) sont graduels et peuvent entraîner des sensations d'étourdissement, d'irresponsabilité, de perte de perspicacité, d'irritabilité, de bredouillement et des difficultés de focalisation. L'alimentation de l'équipage grâce à un masque à oxygène permet d'atteindre environ 12 000 m sans inconvénient majeur et un peu plus, 13 200 m, avec de l'oxygène en surpression. Pour surmonter cette dernière limite il est nécessaire de s'équiper d'une combinaison pressurisée.
Les avions de ligne ont une altitude de croisière de l'ordre de 10 000 m. Un système de pressurisation maintient l'ensemble de la cabine à une valeur équivalente à une altitude d'environ 2 250 m. En cas de dépressurisation brutale il faut plusieurs minutes pour redescendre à une altitude compatible avec le vol non-pressurisé : des masques à oxygène (dilué) tombent automatiquement devant les passagers ; les pilotes ont accès à des masques à pose rapide ; ceux-ci sont équipés de micros et délivrent de l'oxygène pur ; ils sont également utilisables en cas de fumées. 
Pour un avion supersonique le risque est encore plus grand et il a été nécessaire de limiter la taille des hublots (la partie la plus fragile du fuselage) afin de limiter la vitesse de perte de pressurisation. Le confort obtenu se paye en termes de masse et de complexité et n'est pas transférable aux avions militaires.

## Effets mécaniques

### Accélérations
Le corps humain n'est pas affecté par la vitesse de déplacement mais uniquement par les modifications de cette vitesse en grandeur ou en direction. Une soudaine diminution de la vitesse est le résultat d'un atterrissage de détresse
alors qu'une modification de la direction est causée par un virage ou une ressource. Le premier cas concerne tous les aéronefs alors que le second est surtout rencontré par les avions militaires au cours d'un combat aérien ou les avions d'acrobatie aérienne.
Les accélérations sont généralement exprimées en g. À partir de 2 g il devient difficile de se lever, à 3 g les jambes sont difficiles à bouger et à 6 g il est quasi impossible de remuer les bras. En parallèle la pression sanguine vers la tête diminue ce qui entraîne un manque d'irrigation du cerveau et de l'œil. La vision périphérique est affectée en premier et si l'accélération augmente on peut atteindre le voile noir, perte totale de la vue.
L'entraînement permet aux pilotes de limiter certains effets mais la protection est assurée par le port d'une combinaison anti-g. Il s'agit essentiellement d'un pantalon gonflable qui réduit l'alimentation en sang des membres inférieurs et permet donc celle de la tête. Grâce à cet équipement un pilote entraîné peut supporter des accélérations de 8 g pendant une dizaine de secondes.

### Siège éjectable
Le siège éjectable est un dispositif de secours permettant au pilote d'évacuer un avion en perdition. Afin de pouvoir s'éjecter aussi bien au sol, il faut alors que le siège atteigne une altitude suffisante pour ouvrir le parachute, qu'en altitude à haute vitesse, il faut alors que le siège ne heurte pas la dérive, l'accélération de départ est de l'ordre de 25 g. Cette valeur est très proche de la limite que peut supporter la colonne vertébrale dans le sens axial. L'ouverture du parachute principal ne peut être déclenchée qu'à une altitude de l'ordre de 3000 m afin de limiter les risques d'hypoxie à haute altitude.

### Atterrissage forcé et position de sécurité
La structure d'un avion est, en principe, conçue pour résister à un amerrissage, un atterrissage forcé, etc. sans se détruire. Les passagers sont toutefois soumis à des décélérations brutales qui peuvent entraîner des blessures graves. L'étude du comportement du corps humain soumis à ces contraintes est prise en compte par la médecine aéronautique en raison des conditions particulières : décélération verticale et horizontale, vitesse élevée. Ces études ont amené à la définition d'une position de sécurité.

## Effets physiologiques

### Temps de vol
Les temps de vol peuvent être très longs. Les équipages renforcés disposent de couchettes.  
Le confinement favorise le stress : repas et distractions détendent les passagers. 
Il est possible de faire de petits exercices discrets pour se détendre et activer la circulation. 

### Embolie pulmonaire
« C'est le malaise de la passerelle en sortant de l'avion au petit matin ». Chez les personnes concernées, les vols longs favorisent les phlébites ; la remise en mouvement au moment de quitter l'avion fait remonter le caillot formé au niveau du mollet vers l'artère pulmonaire provoquant une embolie pulmonaire.

### Changement de fuseau horaire
Le changement de fuseau horaire est un phénomène lié aux déplacements vers l'est ou l'ouest. Les voyages en avion, et a fortiori en avion supersonique, entraînent un décalage entre l'horloge interne, le rythme normal de sommeil et les temps de repas, et l'heure locale. Cette dé-synchronisation se traduit par une sensation de fatigue et des troubles digestifs variables selon les individus. L'ennui dû aux longs voyages, le bruit ou l'air conditionné ne semblent pas être des facteurs aggravants puisque le phénomène n'est pas ressenti lors d'un voyage nord-sud. Par contre le voyage vers l'est, journée raccourcie, est nettement plus difficile que celui vers l'ouest, journée allongée.
Le temps d'accommodation varie avec les personnes, l'âge, etc. On considère qu'il faut entre une demi-journée (vers l'ouest) et une journée (vers l'est) pour compenser chaque heure de décalage. Il est généralement conseillé aux voyageurs de respecter aussi vite que possible l'heure locale pour les repas et le sommeil afin de minimiser la période de dé-synchronisation. Par contre un homme d'affaires ou un membre d'équipage qui effectuerait un aller-retour en une ou deux journées a intérêt à conserver son heure interne de départ.

### Stress
La phobie du vol en avion ou aviophobie peut être combattue par un stage en simulateur de vol,,. 

## Effets indirects

### Suivi médical du personnel navigant
Les autorités aéromédicales françaises dépendent de la Direction générale de l'Aviation civile. Avant même sa formation ou son embauche, le personnel navigant est examiné afin de détecter toute trouble incompatible avec sa fonction : troubles de la vision, daltonisme, troubles de l'audition, épilepsie, maladies cardiovasculaires, oncologie, autres.
En ce qui concerne le personnel navigant technique français, le certificat médical est à renouveler tous les ans, ou tous les six mois selon la fonction ou l'âge ; pour le personnel navigant commercial européen l'intervalle entre deux visites est au maximum de 60 mois. Un certificat d'aptitude physique et mentale est délivré. Les pilotes enceintes sont arrêtées de vol. Des assurances particulières sont prévues pour les conséquences d'une perte définitive de licence.
La visite du travail est traitée séparément.

### Repas servis à bord
Les repas fournis aux pilotes ne viennent pas du même préparateur. 

### Propagation d'épidémie
En cas d'épidémie, le transport aérien est concerné par les risques de pandémie. Si des signes de contamination sont suspectés, un ou des passagers peuvent avoir à subir des examens, voire être mis en quarantaine.

### Urgences médicales
Le personnel de bord est habilité aux premiers secours ; il dispose d'une documentation et de trousses médicales. Au besoin un appel est passé pour solliciter l'aide d'un passager faisant partie du corps médical. Une liaison peut être établie avec une équipe médicale via le Centre de Contrôle des Opérations de la compagnie. Si la situation l'exige un déroutement est organisé.